# Henry Graff
Henry Franklin Graff (Nova Iorque, 11 de agosto de 1921 – Greenwich, 7 de abril de 2020) foi um historiador estadunidense. Foi professor da Universidade Columbia de 1946 a 1991, incluindo um período como chairman do Departamento de História.
Graff especializou-se na história da Presidência dos Estados Unidos e nas relações exteriores de seu país. Seu pioneiro “Seminar on the Presidency”, um dos cursos mais populares de Columbia, foi frequentado pelo presidente Harry Truman em 1959 e pelo presidente Gerald Ford em 1989. Graff foi duas vezes chairman do juri do Prêmio Pulitzer de história dos Estados Unidos.
Morreu no dia 7 de abril de 2020 em Greenwich, aos 98 anos, em decorrência de complicações da COVID-19.

## Obras
| Título | Ano de Publicação |
| --- | ----------------- |
| Inaugural Addresses of the Presidents of the United States from W.H. Taft to G.W. Bush                                      | 2005              |
| The Modern Researcher (with Jacques Barzun)                                                                                 | 2004              |
| Grover Cleveland | 2003              |
| The Presidents: A Reference History                                                                                         | 2002              |
| The Kennedy Assassination. Final Report of the Assassination Records Review Board                                           | 1998              |
| America, The Glorious Republic                                                                                              | 1990              |
| This Great Nation: A History of the United States                                                                           | 1983              |
| The Free and the Brave : The Story of the American People                                                                   | 1980              |
| The Call of Freedom (with Paul Bohannan)                                                                                    | 1978              |
| The Promise of Democracy (with Paul Bohannan)                                                                               | 1978              |
| America at 200: Essays (with Richard B. Morris)                                                                             | 1975              |
| The Adventure of the American People (with John A. Krout)                                                                   | 1971              |
| The Tuesday Cabinet: Deliberation and Decision on Peace and War under Lyndon B. Johnson                                     | 1970              |
| American Imperialism and the Philippine Insurrection (Testimony of the Times: Selections From Congressional Hearings)       | 1969              |
| Bluejackets with Perry in Japan: A Day-by-Day Account Kept By Master's Mate John R. C. Lewis and Cabin Boy William B. Allen | 1952              |